# Аріанна Гаріботті
Аріанна Гаріботті (італ. Arianna Garibotti, нар. 9 грудня 1989, Генуя, Італія) — італійська ватерполістка, срібна призерка Олімпійських ігор 2016 року.

## Виступи на Олімпіадах
| Олімпіада           | Дисципліна | Місце |
| ------------------- | ---------- | ----- |
| Ріо-де-Жанейро 2016 | водне поло | 2     |